# Episodi speciali di Doctor Who (serie televisiva 2023)
Gli episodi speciali della terza serie di Doctor Who (2023-) vengono prodotti, sin dal 2023, al fine di riempire il vuoto tra una stagione e quella successiva. Si tratta di episodi della normale durata di una puntata (circa 60 minuti) o mini-episodi pubblicati solitamente sul web.
In Italia vengono trasmessi unicamente gli episodi speciali dalla durata di 60 minuti.
Nel 2023 sono andati in onda tre episodi speciali per i 60 anni dalla nascita della serie: The Star Beast, Wild Blue Yonder e The Giggle. Nello stesso anno torna anche la tradizione dello speciale natalizio, visto per l'ultima volta nel 2017 col Dodicesimo Dottore. Finora, due episodi sono andati in onda: The Church on Ruby Road e Joy to the World. Lo stesso anno viene realizzato un nuovo mini-episodio per Children in Need avente protagonista il Quattordicesimo Dottore intitolato Destination: Skaro.
| Titolo originale           | Titolo italiano         | Prima TV UK             | Prima TV Italia         |
| Prima della 1ª stagione    | Prima della 1ª stagione | Prima della 1ª stagione | Prima della 1ª stagione |
| -------------------------- | ----------------------- | ----------------------- | ----------------------- |
| Destination: Skaro         |                         | 17 novembre 2023        |                         |
| The Star Beast             | The Star Beast          | 25 novembre 2023        | 25 novembre 2023        |
| Wild Blue Yonder           | Wild Blue Yonder        | 2 dicembre 2023         | 2 dicembre 2023         |
| The Giggle                 | The Giggle              | 9 dicembre 2023         | 9 dicembre 2023         |
| The Church on Ruby Road    | The Church on Ruby Road | 25 dicembre 2023        | 25 dicembre 2023        |
| Tra la 1ª e la 2ª stagione |                         |                         |                         |
| Joy to the World           | Joy to the World        | 25 dicembre 2024        | 25 dicembre 2024        |

## Destination: Skaro
- Scritto da: Russell T Davies
- Diretto da: Jamie Donoghue
- Tipo di speciale: Mini-episodio per Children in Need

### Trama
Davros e il suo assistente, Castavillian , stanno costruendo la prima iterazione di una macchina da viaggio Mark III che ospita mutanti. Mentre Davros si allontana, il TARDIS del Dottore si schianta nella stanza. Il Quattordicesimo Dottore saluta lo sconcertato Castavillian e inizia a divagare sulla sua recente rigenerazione da "donna davvero brillante" a una vecchia faccia, finché non si rende conto del luogo e del tempo in cui è finito, e suggerisce accidentalmente a Castavillian il nome "Dalek" e il termine "sterminare". Fugge velocemente col TARDIS, non prima di dare a Castavillian uno stantuffo per rimpiazzare l'artiglio multi-uso del Dalek che aveva distrutto al suo arrivo. Davros ritorna e, dopo aver visto lo stantuffo sul Dalek, approva la modifica.
- Cast: David Tennant (Il Dottore), Mawaan Rizwan (Castavillian), Julian Bleach (Davros)
- Questo mini episodio funge da prequel per Genesis of the Daleks, presentando il Dottore che torna ancora una volta all'epoca della genesi dei Dalek.
- È la prima apparizione televisiva di Davros adulto prima della sua deturpazione e quindi capace di camminare, escludendo le sue comparse da bambino negli episodi della nona stagione.

## The Star Beast
- Titolo originale: The Star Beast
- Scritto da: Russell T Davies
- Diretto da: Rachel Talalay
- Tipo di speciale: Speciale per il sessantesimo anniversario della nascita della serie.

### Trama
Il Dottore sbarca al Camden Market di Londra, dove incontra la sua ex compagna di avventure Donna Noble, a cui ha dovuto cancellare la memoria su di lui per salvarle la vita. Incontra anche la figlia adolescente transgender di Donna, Rose, e il marito, Shaun Temple. Un'astronave apparentemente in avaria attraversa il cielo, notata da tutti tranne Donna, e Shaun porta il Dottore al luogo di atterraggio nel nord di Londra. Incontrando la scienziata dell'UNIT, Shirley Anne Bingham, il Dottore le spiega la sua confusione sul motivo per cui assomiglia alla sua decima incarnazione e sul suo rincontro con Donna, credendo che i due eventi siano collegati. Shirley invia una squadra UNIT per indagare sull'astronave, ma essa cade sotto controllo mentale. Un amico di Rose le racconta di una capsula di salvataggio della nave che è atterrata vicino a casa sua e presto incontra una piccola creatura pelosa chiamata Meep .
Rose nasconde il Meep nel capannone dove tiene i peluche fatti in casa che realizza per il suo business online, ma Donna lo scopre proprio mentre il Dottore arriva a casa sua e si confronta con una Sylvia arrabbiata. Il ritorno a casa di Shaun risolve la situazione e insieme scoprono la storia del Meep: dice che ha due cuori (come il Dottore) e afferma che i Guerrieri Wrarth gli stanno dando la caccia per la sua pelliccia.
La squadra UNIT e i Wrarth arrivano e tra loro scoppia uno scontro. Il Dottore fa uscire il Meep e la famiglia di Donna, ma si accorge che i Wrarth non stanno usando la forza letale. Tiene un processo con il Meep e due Wrarth, con quest'ultimi che rivelano che il mondo natale dei Meep è stato afflitto da un sole che ha trasformato la sua intera specie in esseri viziosi e che il Meep è l'ultimo della sua specie che tenta di governare l'universo. Il Meep mostra la sua vera natura, uccide i Wrarth e rivela che i soldati dell'UNIT posseduti sono sotto il suo controllo. Minaccia anche di uccidere il Dottore e la famiglia di Donna, ma lui suggerisce che la presenza di due alieni con sistema cardiovascolare binario a Londra contemporaneamente fa parte del piano dei Wrarth e quindi il Meep decide di prenderli in ostaggio.
Il Meep intende fuggire dalla Terra con i suoi nuovi soldati a costo di incenerire Londra. Il Dottore e la famiglia di Donna vengono salvati da Shirley. Il Dottore e Donna (che sta iniziando a ricordare il suo passato) cercano di fermare il Meep. Intrappolato nell'astronave e a corto di tempo, il Dottore è costretto a risvegliare i ricordi di Donna, e i due riescono a spegnere la nave del Meep. Con sorpresa del Dottore, Donna non muore; con la nascita di Rose, Donna le aveva trasmesso parte della metacrisi, risvegliando alcuni ricordi del Dottore dentro Rose, il cui capannone e i giocattoli di peluche erano imitazioni subconsce del TARDIS e degli alieni che sua madre aveva incontrato con il Dottore. Il Meep viene catturato dai Wrarth, mentre Donna e Rose espellono il resto della metacrisi dai loro corpi. Prima di essere portato via, il Meep lancia un criptico avvertimento sull'interesse del suo "boss" per il Dottore. Il Dottore propone a Donna di unirsi a lui in un ultimo viaggio per visitare Wilfred Mott. Tuttavia, Donna versa per sbaglio del caffè sulla console del TARDIS, facendola andare in tilt. Il Dottore dichiara che il TARDIS impazzito potrebbe portarli ovunque nel tempo e nello spazio.
- Cast: David Tennant (Il Dottore), Catherine Tate (Donna Noble), Yasmin Finney (Rose Noble), Karl Collins (Shaun Temple), Ruth Madeley (Shirley Bingham), Jacqueline King (Sylvia Noble), Cecily Fay (Il Meep)

## Wild Blue Yonder
- Titolo originale: Wild Blue Yonder
- Scritto da: Russell T Davies
- Diretto da: Tom Kingsley
- Tipo di speciale: Speciale per il sessantesimo anniversario della nascita della serie.

### Trama
Dopo essersi imbattuti brevemente in Isaac Newton, il Dottore e Donna si ritrovano su una lunghissima astronave ai margini dello spazio dove non ci sono stelle, nessun segno di vita e l'unico oggetto mobile è un robot che il Dottore soprannomina "Jimbo", che sta camminando lentamente lungo il corridoio della nave. Di tanto in tanto una voce pronuncia varie parole, facendo muovere le pareti della nave. Per riparare il TARDIS, il Dottore lascia il suo cacciavite sonico nel buco della serratura, ma il TARDIS scompare improvvisamente. Il Dottore dice a Donna che la riparazione automatica del TARDIS dovrebbe aver ripristinato le sue numerose funzioni, fra cui la funzione HADS (Hostile Action Displacement System) che ha disabilitato anni prima. In questo caso, il TARDIS sarebbe tornato una volta che il pericolo si sarà attenuato.
Il Dottore e Donna si mettono al lavoro per cercare di far funzionare la nave, ma incontrano dei loro sosia, autodefiniti "Non-Cose". Le Non-Cose sono intelligenti, ma mancano del concetto di dimensione e forma e le distorcono e si trasformano costantemente in versioni animalesche. Il Dottore e Donna lottano per sconfiggere le Non-Cose mentre esse assimilano anche i loro pensieri e il loro modo di ragionare. Il Dottore alla fine scopre che la capitana della nave è morta suicida tre anni prima espellendosi nello spazio dopo aver avviato una serie di azioni in modo che le Non-Cose non potessero capire cosa avesse fatto. Il Dottore si rende conto che le frasi annunciate sono un conto alla rovescia e Jimbo stava camminando lentamente verso un pulsante di autodistruzione in un ultimo disperato tentativo di uccidere le Non-Cose.
Le Non-Cose corrono per fermare la bomba mentre il Dottore accelera il conto alla rovescia. Il TARDIS ritorna e il Dottore lo usa per scappare. Quasi prende la Donna sbagliata, ma la caccia via dopo aver notato che il suo polso è troppo lungo e salva la vera Donna proprio mentre la nave esplode, uccidendo entrambe le Non-Cose. Il Dottore e Donna tornano a Camden Market e vengono accolti da Wilfred Mott, che è felicissimo di vedere sua nipote e il Dottore. Tuttavia, Wilf rivela che il mondo è ancora una volta in pericolo poiché le persone iniziano improvvisamente a litigare tra loro e un aereo si schianta nelle vicinanze. Il Dottore, Donna e Wilf si mettono al riparo nel TARDIS.
- Cast: David Tennant (Il Dottore), Catherine Tate (Donna Noble), Nathaniel Curtis (Isaac Newton), Susan Twist (Mrs Merridew), Bernard Cribbins (Wilfred Mott)
- L'episodio mostra l'ultima apparizione televisiva dell'attore Bernard Cribbins, deceduto nel luglio 2022 poco dopo aver girato questo speciale. Nei titoli di coda è presente una dedica a lui.

## The Giggle
- Titolo originale: The Giggle
- Scritto da: Russell T Davies
- Diretto da: Chanya Button
- Tipo di speciale: Speciale per il sessantesimo anniversario della nascita della serie.

### Trama
Il Dottore e Donna vengono convocati al quartier generale dell'UNIT, in quanto la popolazione mondiale è diventata violenta e crede di avere ragione su tutto. Il Dottore si riunisce con Shirley, il capo dell'UNIT Kate Lethbridge-Stewart e l'ex compagna e amica Melanie Bush. Il Dottore deduce che la causa della violenza è una risatina tratta da un video di Stooky Bill del 1925, che John Logie Baird aveva registrato per dimostrare la sua invenzione, la televisione.
Il Dottore e Donna viaggiano nel 1925 e scoprono che il Giocattolaio, una vecchia nemesi del Signore del Tempo, aveva venduto Stooky Bill all'assistente di Baird. Il Giocattolaio intrappola i due nel suo dominio e rivela di aver trasmesso il segnale per far sì che l'umanità sia vittima di un gioco di dibattito senza fine. Il Dottore e il Giocattolaio giocano a carte, dove quest'ultimo vince. Tuttavia, il Dottore afferma che da quando ha vinto l'ultima partita, sono in parità. Il Giocattolaio decide di fare un'ultima partita con lui e si trasporta nel presente, con il Dottore e Donna che lo inseguono.
Il Giocattolaio attacca l'UNIT prima di prendere il controllo di un cannone laser. Ritiene che poiché ha affrontato incarnazioni separate del Dottore per ogni gioco, deve affrontarne un'altra e ferisce mortalmente il Dottore con il raggio, innescando la sua rigenerazione. Tuttavia, con sorpresa di tutti, il Dottore si divide invece in due incarnazioni tramite una "bi-generazione". Sia il Quattordicesimo che il Quindicesimo Dottore sfidano il Giocattolaio a un basilare gioco di cattura. I Dottori escono vittoriosi e il Giocattolaio viene bandito dall'esistenza e sigillato in una scatola, che viene poi confiscata dalla UNIT.
A bordo del TARDIS, il Quindicesimo Dottore consiglia al suo predecessore di riprendersi dagli estesi traumi che le sue passate incarnazioni hanno accumulato nel corso delle loro vite. Donna suggerisce al Quattordicesimo Dottore che il suo vecchio volto sia tornato perché, inconsciamente, è emotivamente esausto e ha bisogno di affrontare questi traumi. Lo invita a considerare di ritirarsi dai viaggi e di restare con lei e la sua famiglia, ma il Dottore non vuole abbandonare il TARDIS. Il Quindicesimo Dottore, rendendosi conto che le regole di gioco del Giocattolaio si applicano ancora - che quando si vince un gioco, si ottiene un premio - usa un martello dall'interno del TARDIS per creare un secondo TARDIS identico, con cui parte. Il Quattordicesimo Dottore si sistema con Donna e la sua famiglia, mentre il Quindicesimo Dottore viaggia per l'universo.
- Cast: David Tennant (Quattordicesimo Dottore), Catherine Tate (Donna Noble), Charlie De Melo (Charles Banerjee), Neil Patrick Harris (Il Giocattolaio), John Mackay (John Logie Baird), Ruth Madeley (Shirley Bingham), Jemma Redgrave (Kate Lethbridge-Stewart), Bonnie Langford (Melanie Bush), Ncuti Gatwa (Quindicesimo Dottore), Lachele Carl (Trinity Wells), Karl Collins (Shaun Temple), Jacqueline King (Sylvia Noble), Yasmin Finney (Rose Noble)
- Le morti di alcuni compagni del Dottore vengono discusse nell'episodio; in particolare, viene rivelata anche della scomparsa di Sarah Jane Smith. Elisabeth Sladen, l'attrice che la interpretò, è morta nel 2011.
- Wilfred Mott compare a inizio puntata ma è interpretato da una controfigura e il suo volto non si vede mai, dato che il suo interprete è mancato durante le riprese. Una sua battuta di repertorio è presente durante l'arrivo dell'UNIT (sebbene la versione italiana assegni la frase ad uno degli agenti).
- Brevi frammenti a colori dell'episodio della serie classica The Celestial Toymaker sono presenti durante la rivelazione dell'identità del Giocattolaio.

## The Church on Ruby Road
- Titolo originale: The Church on Ruby Road
- Scritto da: Russell T Davies
- Diretto da: Mark Tonderai
- Tipo di speciale: Speciale natalizio 2023

### Trama
Ruby Sunday è una ragazza di diciannove anni che da neonata fu abbandonata davanti alla chiesa di Ruby Road. Al giorno d'oggi sta cercando di trovare i suoi genitori naturali utilizzando un test del DNA, senza alcun risultato. Dopo un colloquio con Davina McCall, Ruby si ritrova ripetutamente a sperimentare colpi di sfortuna e ha diversi incontri con il Quindicesimo Dottore. Dopo che sua madre adottiva, Carla, ha preso in affido un'altra bambina, Ruby è testimone del rapimento della bambina da parte dei goblin e si imbarca sulla loro nave volante nel tentativo di salvarla, incontrando ancora una volta il Dottore. Tenuti prigionieri dai goblin, il Dottore rivela che i goblin hanno manipolato il tempo per causare sfortuna a Ruby e nutrirsi di coincidenze: vale a dire Ruby e la bambina condividono il compleanno la vigilia di Natale. Il Dottore e Ruby salvano la bambina dall'essere mangiata dai goblin e la riportano a casa da Carla. Tuttavia, le coincidenze che legano insieme il Dottore e Ruby, ovvero essere entrambi trovatelli, portano i goblin ad approfittarne: il Signore del Tempo si accorge che Ruby è improvvisamente scomparsa e la sua famiglia adottiva non si ricorda più di lei, poiché i goblin hanno divorato la giovane Ruby al momento del suo abbandono. Il Dottore con il TARDIS viaggia indietro di diciannove anni e salva la piccola Ruby, distruggendo i goblin e la loro nave. Vede anche la misteriosa persona incappucciata che ha abbandonato Ruby allontanarsi, ma decide di non interferire. Tornando nel presente, Ruby è tornata ad esistere e, resasi conto che il Dottore è un viaggiatore nel tempo, decide di accompagnarlo. Il TARDIS si smaterializza davanti agli occhi di due vicini di Ruby, con la vicina più anziana (la signora Flood) rimane stranamente imperturbabile alla vista, chiedendo allo spettatore "Mai visto un TARDIS prima?".
- Cast: Ncuti Gatwa (Il Dottore), Millie Gibson (Ruby Sunday), Davina McCall (sé stessa), Bobby Bradley (Denzel), Mary Malone (Trudy), Anita Dobson (signora Flood), Hemi Yeroham (Abdul), Michelle Greenidge (Carla Sunday), Angela Wynter (Cherry Sunday), Gemma Arrowsmith (Ruth Lyons)

## Joy to the World
- Titolo originale: Joy to the World
- Scritto da: Steven Moffat
- Diretto da: Alex Sanjiv Pillai
- Tipo di speciale: Speciale natalizio 2024

### Trama
Nella Londra del 4202, il Dottore visita il Time Hotel, un albergo dove le porte delle camere conducono a ere e luoghi differenti. La sua attenzione viene attirata da una misteriosa valigetta, in grado di controllare la mente di chi la tiene in quel momento e che si fa passare da una persona all'altra, disintegrandola una volta che la cede a qualcun altro. Il Dottore segue la valigetta attraverso una porta all'hotel Sandringham nel 2024, dove il dispositivo si ammanetta al polso dell'ospite della stanza, una ragazza di nome Joy. Il Dottore apre la valigetta, facendo partire un conto alla rovescia per una detonazione. La porta della stanza si apre ed entra una versione futura del Dottore, che disinnesca la valigetta con un codice e torna al Time Hotel con Joy, lasciando la sua versione passata nel presente. Il Dottore passa quindi un anno al Sandringham stringendo amicizia con la manager Anita, prima di poter tornare al Time Hotel e da lì al 2024, dove appunto salva Joy con il codice che aveva saputo da se stesso (creando quindi un paradosso temporale). Joy, sempre schiava della valigetta, attraversa un'altra porta per andare nell'era giurassica, ma il Dottore la istiga di proposito per liberarla dal controllo, lasciandole sfogare la propria frustrazione per non essere potuta essere al capezzale della madre durante la pandemia di COVID-19 e la rabbia verso i politici coinvolti nel Partygate. Il Dottore analizza la valigetta per scoprire che è di proprietà dell'azienda di armamenti Villengard e contiene un "seme di stella", al fine di creare una stella artificiale nel passato per usarla come fonte d'energia nel presente. Improvvisamente, un Tirannosauro divora la valigetta. Sempre usando le porte del Time Hotel, il Dottore la rintraccia rinchiusa in un antico sacello. Il Dottore apre il sacello ma Joy decide di assorbire il seme, per volare nel cielo e farlo detonare a una distanza sicura dalla Terra. Joy si trasforma dunque in una stella, offrendo conforto attraverso i secoli a molte persone, tra cui la propria madre, Ruby Sunday e Anita, a cui viene offerto un posto al Time Hotel dietro raccomandazione del Dottore. Quest'ultimo esulta quando capisce che Joy è diventata la Stella di Betlemme.
- Cast: Ncuti Gatwa (Il Dottore), Nicola Coughlan (Joy Almondo), Millie Gibson (Ruby Sunday), Peter Benedict (Basil Flockhart), Julia Watson (Hilda Flockhart), Niamh Marie Smith (Sylvia Trench), Phil Baxter (Edmund Hillary), Samuel Sherpa-Moore (Tenzing Norgay), Steph de Whalley (Anita Benn), Jonathan Aris (Manager dell'hotel), Ruchi Rai (Receptionist), Joshua Leese (Mr. Single), Joel Fry (Trev Simpkins), Ell Potter (Cameriera), Liam Prince-Donnelly (Barman), Fiona Marr (Angela Grace), Fiona Scott (Madre di Joy)
- A differenza dei precedenti speciali natalizi sia della seconda che della terza serie, questo è il primo speciale natalizio a non essere stato scritto dallo showrunner in carica (Russell T Davies). Invece, lo sceneggiatore è Steven Moffat, che ha precedentemente ricoperto il posto di showrunner tra il 2010 e il 2017.
- L'antagonista dell'episodio, l'azienda produttrice di armi Villengard, era già apparsa come antagonista indiretta nell'episodio della precedente serie L'algoritmo della morte, nonché menzionata negli episodi Il bambino vuoto (seconda parte) e C'era due volte, tutti scritti da Steven Moffat.